# Bărăganul
Bărăganul est une commune du județ de Brăila en Roumanie.